# Stollwerck-Mausoleum

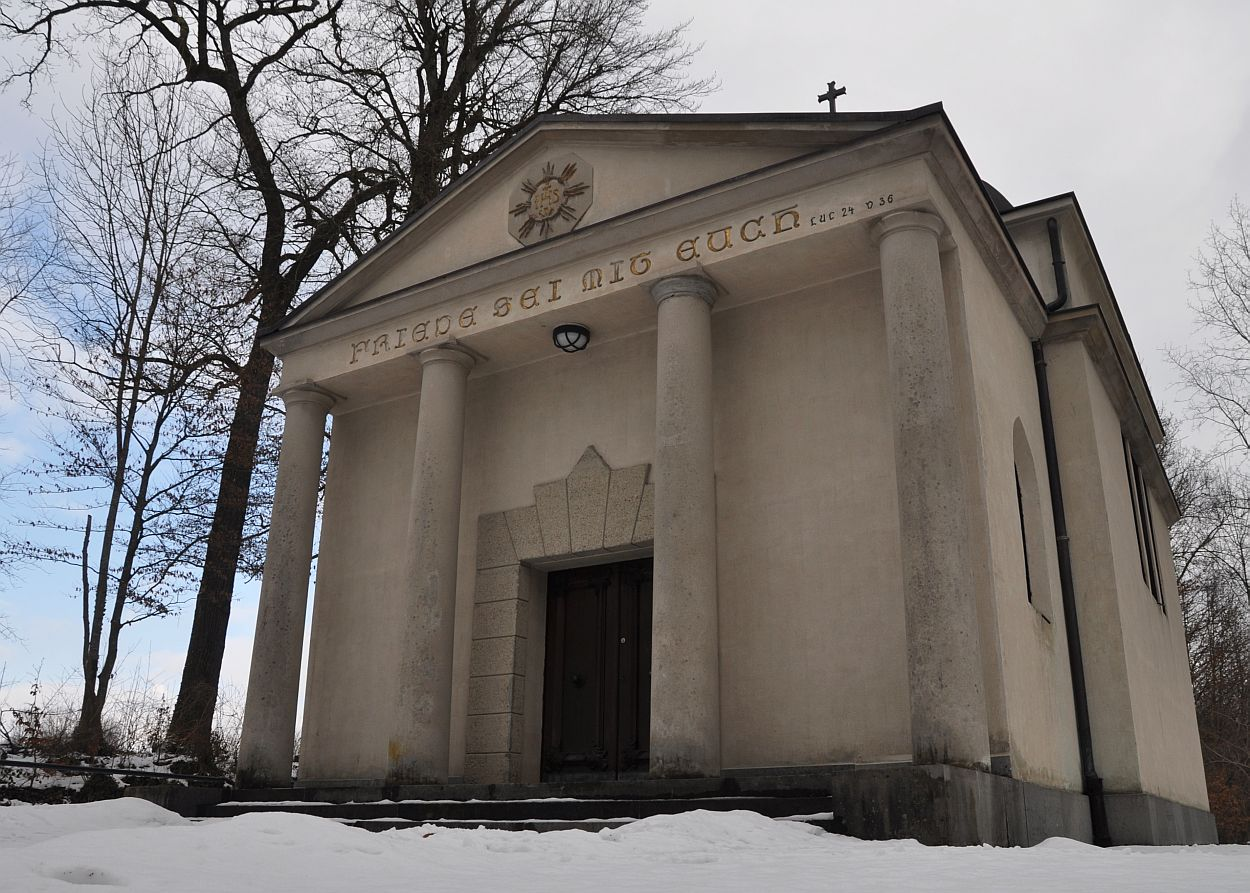
Stollwerck-Mausoleum

Das Stollwerck-Mausoleum ist ein Mausoleum in Hohenfried in der oberbayerischen Gemeinde Feldkirchen-Westerham.

## Geschichte
Das Mausoleum wurde am 27. September 1927 eingeweiht. Es wurde von Generalkonsul Carl Stollwerck, dem Sohn des Begründers der Kölner Schokoladenwerke, errichtet; aufgrund seines Gründers wird das Mausoleum auch Schokoladenkirche genannt. Das Mausoleum diente als Grabstätte für seine Adoptivtochter Carlita: Sie starb am 27. September 1911 im Alter von neun Jahren und wurde zunächst in der Gruft der Familie Stollwerck auf dem Melaten-Friedhof in Köln bestattet, bevor sie 1927 ins Stollwerck-Mausoleum überführt wurde. Auch ihre Adoptiveltern wurden hier beerdigt: Carl Stollwerck am 6. Oktober 1932, Fanny Stollwerck im Januar 1943. Während nach dem Tod von Fanny Stollwerck die Villa der Stollwercks in Hohenfried von den Nationalsozialisten in Beschlag genommen wurde und Albert Ganzenmüller zur Verfügung gestellt wurde, hatte Fanny Stollwerck das Mausoleum der eigens gegründeten Fanny-Carlita-Stiftung vermacht. Diese besteht auch heute noch und wird seit 1968 vom bayerischen Kultusministerium verwaltet.
Von Beginn an war das Stollwerck-Mausoleum nicht nur ein Grabmal, sondern diente den Protestanten im westlichen Mangfalltal als Gotteshaus, denen erst mit der Einweihung der Johanneskirche in Bruckmühl am 10. Oktober 1954 und der Emmaus-Kirche in Feldkirchen am 1. Advent 1983 eigene Kirchen zur Verfügung standen. Dass ein Mausoleum als Kirche genutzt wird, ist zunächst ungewöhnlich – doch Carl Stollwerck wollte ausdrücklich auch einen Gottesdienstraum für die evangelischen Gemeindeglieder errichten, da diese sonst bis zur Kirche in Bad Aibling fahren mussten. Auch heute finden noch Gottesdienste im Stollwerck-Mausoleum statt: Regelmäßig wird einmal im Monat Gottesdienst abgehalten, außerdem zu besonderen Feiertagen und gelegentlich zu Taufen oder Trauungen.

## Einrichtung
Das Mausoleum wurde im Auftrag Stollwercks reich ausgestaltet:
- Das Altarkreuz wurde bereits bei der Beisetzung von Carlita im Jahr 1911 in Köln verwendet
- Marmorkreuz auf dem Sarkophag Carlitas
- Altarleuchter und Abendmahlsgerät aus der Werkstatt des Kölner Goldschmieds Gabriel Hermeling
- Kanzel mit zwei Tafeln der Zehn Gebote
- marmorner Taufstein
- reich verzierter Altar
- Marmorrelief der Beweinung Christi
- Marmorrelief des segnenden Christus
- Bronzestatue Johannes der Täufer von Josef Engelhart
- Glasfenster von Gustav van Treeck mit Darstellung der Geburt und Kreuzigung Jesu
- Weihnachtskrippe von Jakob Bradl
- zwei Wand-Gobelins
- in Leder gebundene Altarbibel
- Auferstehungsfresko über den drei Sarkophagen, geschaffen von Hermann Neuhaus

## Bauwerk
Das Bauwerk  vereint neoklassizistische Architektur mit persischen Elementen und weist auch Anklänge eines späten Jugendstils auf.
Am Eingang findet sich die Inschrift Erbaut 1927 zu Gottes und unseres Heilandes Ehre.

## Orgel

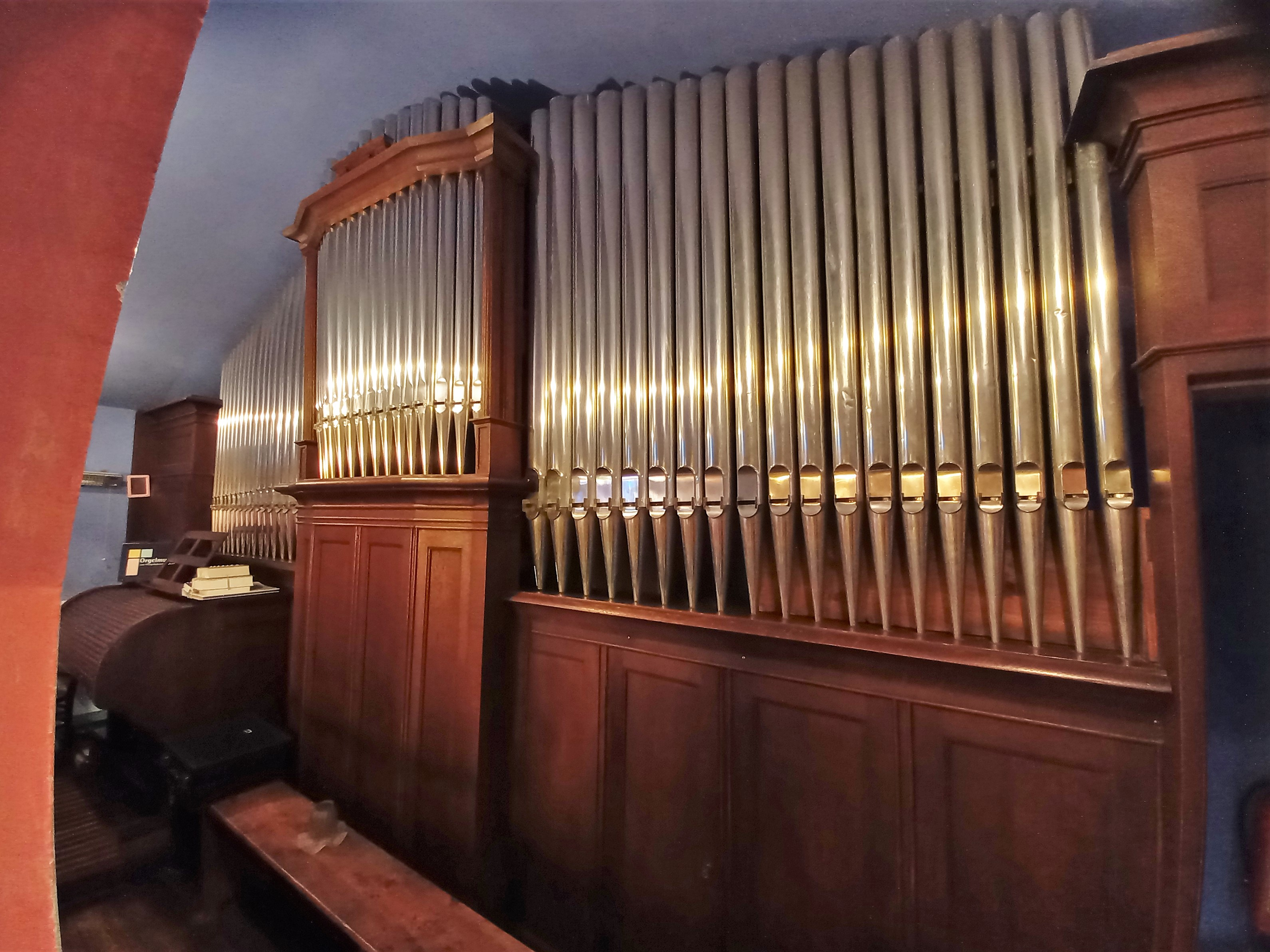
Seifert-Orgel

Auf der rückwärtigen Empore befindet sich zur musikalischen Begleitung der Gottesdienste eine Orgel der Firma Ernst Seifert mit Sitz in Köln-Mannsfeld mit 8 Registern. Das Instrument wurde 1927 errichtet und besitzt elektropneumatische Hochstockladen, einer von Seifert patentierten Sonderbauform der Membranlade. Sämtliche klingende Register befinden sich in einem Generalschweller. Die Disposition ist wie folgt:
| I Manual C-g3 |               |    |
| 1.            | Principal     | 8′ |
| 2.            | Harmonieflöte | 8′ |
| 3.            | Cello         | 8′ |

| II Manual C-g3 |               |    |
| 4.             | Rohrflöte     | 8′ |
| 5.             | Aeoline       | 8′ |
| 6.             | Vox coelestis | 8′ |
| 7.             | Traversflöte  | 4′ |

| Pedal C-f1 |         |     |
| 8.         | Subbass | 16′ |

- Koppeln:
  - Normalkoppeln: II/I, I/P, II/P
  - Suboktavkoppel: II/I
  - Superoktavkoppel: II/I
- Spielhilfen: Piano, Forte, Auslöser, Tremolo

Anmerkungen
1. ↑  Überblasend ab c2
2. ↑  Überblasend ab c1